# Patrik Kallin
Pour les articles homonymes, voir Kallin.
Patrik Kallin (né le 4 janvier 1979), est un curleur en fauteuil roulant suédois, membre de l'équipe nationale suédoise. Il joue dans l'équipe Södertälje CK.